# Marco Aurélio Cunha dos Santos
Marco Aurélio Cunha dos Santos, noto semplicente come Marco Aurélio (Rio de Janeiro, 18 febbraio 1967), è un ex calciatore brasiliano, di ruolo difensore.

## Carriera
Cresciuto nel Vasco da Gama, debutta in prima squadra nel 1987, e vi rimane per tre stagioni vincendo un campionato brasiliano (1989), un Campionato Carioca (1988), una Taça Guanabara (1990) e un Taça Rio (1988).
Nel 1990 si trasferisce in Portogallo all'União Madeira, con cui gioca tre campionati portoghesi e una Liga de Honra (seconda serie), attirando l'attenzione dei club più blasonati, tanto da passare, nell'estate del 1994 allo Sporting Lisbona. Con la formazione bianco-verde vince una Coppa del Portogallo (1995) e una Supercoppa del Portogallo (1995).
Nel gennaio del 1999 giunge in Italia, al L.R. Vicenza, impegnato nella lotta per la salvezza. In maglia biancorossa Marco Aurélio rimane per due stagioni e mezzo: dopo la retrocessione nel campionato 1998-1999, vince la Serie B l'anno successivo, per poi disputare un campionato di Serie A nell'annata 2000-2001 e retrocedere in seconda serie al termine della stagione.
Passa al Palermo, in Serie B, nel 2001, con cui rimane una sola stagione. Fu poi al Cosenza con cui retrocesse nel 2003. Alterna poi stagioni in Serie C1 e in Serie C2 con la SPAL e il Teramo.

## Palmarès

### Club

#### Competizioni nazionali
- Campionato Carioca: 1

Vasco da Gama: 1988
- Taça Rio: 1

Vasco da Gama: 1988
- Campionato brasiliano: 1

Vasco da Gama: 1989
- Taça Guanabara: 1

Vasco da Gama: 1990
- Coppa del Portogallo: 1

Sporting Lisbona: 1995
- Supercoppa del Portogallo: 1

Sporting Lisbona: 1995
- Campionato italiano di Serie B: 1

Vicenza: 1999-2000